# George van Baden
George van Baden (1433 - Moyen, 11 februari 1484) was van 1453 tot 1454 markgraaf van Baden-Baden en van 1459 tot 1484 bisschop van Metz. Hij behoorde tot het huis Baden.

## Levensloop
George was de vierde zoon van markgraaf Jacob van Baden en Catharina van Lotharingen, dochter van hertog Karel II van Lotharingen. Zijn grootvader langs vaderkant, markgraaf Bernhard I van Baden, had beslist dat niet meer dan twee zonen van een markgraaf van Baden-Baden erfgenamen konden zijn. Hierdoor kregen zijn twee oudste broers Karel I en Bernhard II een wereldlijke opleiding, terwijl de drie overige broers een strenge geestelijke vorming kregen.
George, die voor het overlijden van zijn vader ook al geestelijke functies uitoefende, keerde na de dood van zijn vader in 1453 terug in de wereldlijke stand, waardoor hij samen met zijn broers Karel I en Bernhard II markgraaf van Baden-Baden werd. In 1454 keerde George echter terug naar de geestelijke stand en trad hij af als markgraaf.
In 1459 werd hij tot bisschop van Metz benoemd. In deze functie nam George in 1461/1462 actief deel aan de Baden-Paltsoorlog, die ontstaan was als gevolg van de burgeroorlog in het aartsbisdom Mainz. Daarbij streden Diether van Isenburg en Adolf II van Nassau vanaf 1459 om de titel van aartsbisschop van Mainz. 
In deze oorlog verbond Adolf zich met George, aartsbisschop Johan II van Trier, bisschop Johan II van Spiers en graaf Ulrich V van Württemberg. Nadat markgraaf Karel I van Baden tevergeefs geprobeerd had om tussen de strijdende partijen te bemiddelen, koos hij de zijde van Adolf en dus ook van zijn broer George. Dit leidde tot de Baden-Paltsoorlog, met het verzoek om het aartsbisdom Mainz met geweld in te nemen. Aan de tegenzijde vocht onder meer keurvorst Frederik I van de Palts, die zijn macht in het Rijn-Neckargebied wilde uitbreiden.
In de beslissende veldslag, de Slag bij Seckenheim, werden George en zijn bondgenoten vernietigend verslagen. Markgraaf Karel I van Baden en George raakten gewond en werden gevangengenomen. Toen hun bondgenoot Ulrich V korte tijd later ook gevangengenomen werd, kwam de Baden-Paltsoorlog ten einde. De gevangenen werden vastgeketend en naar het Schloss Heidelberg overgebracht, totdat ze hun gevorderd losgeld betaald hadden. George moest voor zijn vrijlating 45.000 gulden betalen, zijn broer Karel 25.000 gulden. Ook moest Karel zijn aandeel op het graafschap Sponheim als pand afstaan en Pforzheim als leen aan de Keurpalts geven.
Daarna probeerde George in 1466 om de steden te heroveren die in 1444 verloren gegaan waren aan hertog René I van Anjou van Lotharingen. Dit mislukte echter en George moest de stad Épinal ook afstaan. In 1473 smeedde hij dan weer een alliantie met Karel de Stoute en hielp hij het huwelijk tussen Maria van Bourgondië en Maximiliaan van Oostenrijk arrangeren.
- Bibliothèque nationale de France: cb178589259 (data)
- Gemeinsame Normdatei: 137807503
- International Standard Name Identifier: 0000 0005 1438 5420
- Virtual International Authority File: 85988433